# Чудното пътуване на Нилс Холгерсон през Швеция
„Чудното пътуване на Нилс Холгерсон през Швеция“ (на шведски: Nils Holgerssons underbara resa genom Sverige) е детски роман на шведската писателка Селма Лагерльоф. В него главният герой, Нилс Холгерсон, обикаля цяла Швеция и я опознава.
Името на главния герой на шведски език се произнася Нилс Холге(р)шон, но всички български издания използват Холгерсон.

## История
Книгата е възложена на Селма Лагерльоф от Националната учителска асоциация (на Швеция) през 1902 г. като помагало по география на Швеция за учениците от 9 до 11 години.
В увода към първото издание на английски, преводачката Велма Сванстон (Velma Swanston) пише:
| „ | Лагерльоф посвещава три години на изследвания в природните науки, запознавайки се с животните и птиците. Тя издирва непубликувано дотогава народно творчество и легенди от различните провинции, които втъкава в своята история. | “ |

Първото издание е отпечатано в Стокхолм през декември 1906 г. и става най-четената книга в Скандинавия.
Ст. Кайнаров, преводач на българското издание от 1980 г., пише в послеслова, че „книгата има грамадна познавателна и възпитателна стойност“.

## Сюжет
В романа е описан измислен пътепис, който представя Швеция в достъпен за деца текст.
Главният герой е превърнат в джудже и лети на гърба на гъска от Сконе до Лапландия и обратно. По пътя си към Лапландия ятото диви гъски прелита по брега на Ботническия залив, а на връщане през вътрешността на страната. Като резултат Нилс вижда всички провинции на Швеция, попада в различни премеждия и научава по нещо от географията, историята и културата на всяка провинция.

## Български издания
- „Чудесното пътуване на Нилс Холгерсон“, изд. Т.Ф.Чипев, София, 1935 г. Превод: Николай Лилиев
- „Чудното пътуване на Нилс Холгерсон през Швеция“, изд. Отечество, София, 1980 г.

## Други
След 1991 г. върху гърба на банкнотите от 20 шведски крони е изобразен мотив от книгата с Нилс Холгерсон на гърба на гъска, летящ над равнините на Сконе.